# 7694 Krasetín
7694 Krasetín è un asteroide della fascia principale. Scoperto nel 1983, presenta un'orbita caratterizzata da un semiasse maggiore pari a 3,0430018 UA e da un'eccentricità di 0,1541110, inclinata di 10,42807° rispetto all'eclittica.